# Larry Frazier
Lawrence „Larry“ Frazier (* um 1935) ist ein US-amerikanischer Rhythm-&-Blues- und Jazzgitarrist (auch E-Bass).
Frazier spielte in den frühen 1960er-Jahren in Cincinnati in der Soul-Jazz-Band des Organisten Hank Marr E-Bass und als Gitarrist in der Begleitband der Sängerin Lula Reed; mit beiden entstanden Plattenaufnahmen für Federal Records. Ab 1963 bis in die 1970er-Jahre arbeitete er in New York City mit Jimmy McGriff, für den er auch komponierte (South West, 1968). In den beiden folgenden Jahrzehnten spielte er u. a. mit Clarence Wheeler (The New Chicago Blues, 1972), Lloyd Wallace und in Chicago bei Charles Earland (Earland’s Jam).
Mit Curtis Mayfield schrieb er die Instrumentalnummer Before Six, die er 1962 in Quartettbesetzung einspielte; die Single erschien auf dem Jazzlabel Impulse! Records (#45-205). Im Bereich des Jazz war er zwischen 1960 und 2006 an 27 Aufnahmesessions beteiligt, zuletzt im Orgel-Trio von Hal Tsuchida (Midnight Shuffle).